# بیت ربیعی (روستا)
 بیت ربیعی  به عربی ( بیت الربیعی )، روستایی است در دهستان عرقوب از توابع استان مَحویت در کشور یمن در شبه جزیره عربستان.

## جمعیت
جمعیت آن (۷۸ ) نفر (۷ خانوار) می‌باشد.